# Homo luzonensis
Homo luzonensis · Homme de Luçon
Espèce
L'Homme de Callao,,, ou Homme de Luçon, est le nom donné à un ensemble de fossiles correspondant à au moins trois individus, découverts à partir de 2007 dans la grotte de Callao, aux Philippines. Selon les découvreurs, il s’agit d’une espèce à part entière, Homo luzonensis, une espèce éteinte du genre Homo qui vivait il y a au moins 50 000 ans sur l'île de Luçon,.
Ces fossiles étaient les plus anciennes traces d'une présence humaine aux Philippines, jusqu'à la découverte de marques de boucherie datées de 709 000 ans indiquant une activité humaine sur le site de Kalinga, distant d'une trentaine de kilomètres de la grotte de Callao.

## Historique
Les dents et os fossiles ont été trouvés dans la grotte de Callao, sur l'ile de Luçon, aux Philippines, lors de fouilles menées en 2007, 2011 et 2015, par une équipe dirigée par les paléoanthropologues philippin Armand Salvador Mijares et français Florent Détroit,,.

## Description
Les fossiles se composent de sept dents isolées, deux phalanges de main, deux phalanges et un métatarse, et d'un fémur fragmentaire, correspondant à au moins trois individus, deux adultes et un enfant (pour le fémur). Par des analyses d'imagerie et de morphométrie 3D des dents et des os de pied, les chercheurs ont montré que ces fossiles présentaient à la fois des caractères très primitifs (prémolaires à trois racines, os courbes des phalanges, zones d'insertion des muscles fléchisseurs du pied très marquées), ressemblant en cela aux Australopithèques, et d'autres plutôt modernes (petites molaires), évoquant Homo sapiens. Les fossiles présentent ainsi une combinaison de caractères qui ne se trouvent chez aucune autre espèce humaine connue.
Les dents sont petites, laissant penser qu’Homo luzonensis pourrait être de petite taille.

## Datation
L'un des fossiles a été daté d'au moins 50 000 ans et un autre d'au moins 67 000 ans, au moyen de la datation par l'uranium-thorium. L'âge minimum de 67 000 ans a été obtenu par le déséquilibre radioactif de l'uranium sur un morceau de métatarse dénommé CCH1, mais la même méthode appliquée par une autre équipe à un morceau de dent dénommé CCH6-a a fourni un âge minimum de 50 000 ans. Cependant, cette méthode présente de nombreuses limites lorsqu'elle est utilisée sur des os (les sels d'uranium, solubles, pouvant être exogènes ou au contraire sous-estimés par les lessivages).

## Analyse
L'ile de Luçon est toujours restée isolée du continent par la mer durant toutes les périodes glaciaires du Pléistocène. Elle ne pouvait donc être atteinte que par la navigation, que l'on suppose exceptionnelle chez les espèces humaines archaïques. Les chercheurs en déduisent que l'Homme de Callao aurait évolué séparément, à partir d'une espèce continentale ancestrale, par endémisme insulaire, à l'image d'Homo floresiensis sur l'île indonésienne de Florès.
L'analyse de l'anatomie interne et externe des dents d'Homo luzonensis indique une proche parenté de ce dernier avec les Homo erectus indonésiens.